# Chi Dây chiều
Chi Dây chiều (danh pháp khoa học: Tetracera) là một chi thực vật thuộc họ Dilleniaceae. 

## Các loài
Chi này có khoảng 44-50 loài. Một số loài liệt kê dưới đây.
- Tetracera akara (Burm. f.) Merr.: Dây tứ giác.
- Tetracera alnifolia Willd.
- Tetracera costata Mart. ex Eichler
- Tetracera indica (Christm. & Panz.) Merr.: Chặc chìu Ấn, dây chiều Ấn Độ.
- Tetracera loureiri (Fin. & Gagnep.) Pierre ex Craib: Dây chiều không lông, dây chiều Loueiro, tứ giác Loureiro.
- Tetracera madagascariensis (Willd.) ex Schltdl.
- Tetracera sarmentosa (L.) Vahl (đồng nghĩa: Tetracera asiatica (Lour.) Hoogland: Chặc chìu châu Á, dây chiều châu Á, dây chiều.
- Tetracera scandens (L.) Merr.: Chặc chìu, u chặc chìu, dây chiều, tứ giác leo.
- Tetracera volubilis L.